# Gallerie dell'Accademia
Gallerie dell'Accademia jsou největší sbírkou benátského umění vůbec, sídlí ve třech dříve církevních budovách v Benátkách. Základ sbírky tvoří Accademia di Belle Arti, založená v roce 1750 malířem Giovannim Battistou Piazzettou. V roce 1807 Napoleon přestěhoval akademii do nynějších prostor a sbírka se rozrostla o umělecká díla z kostelů a klášterů, které zrušil.

## Části galerie
Malby jsou umístěny v jednom patře rozděleném do 24 síní nebo oddělení. Některé síně jsou označeny (někdy i na zdi uvnitř) římskými čísly. Restaurační práce pokračují za provozu, takže ne všechny malby budou vystaveny a několik oddělení může být uzavřeno.

### Byzantské umění a mezinárodní gotika

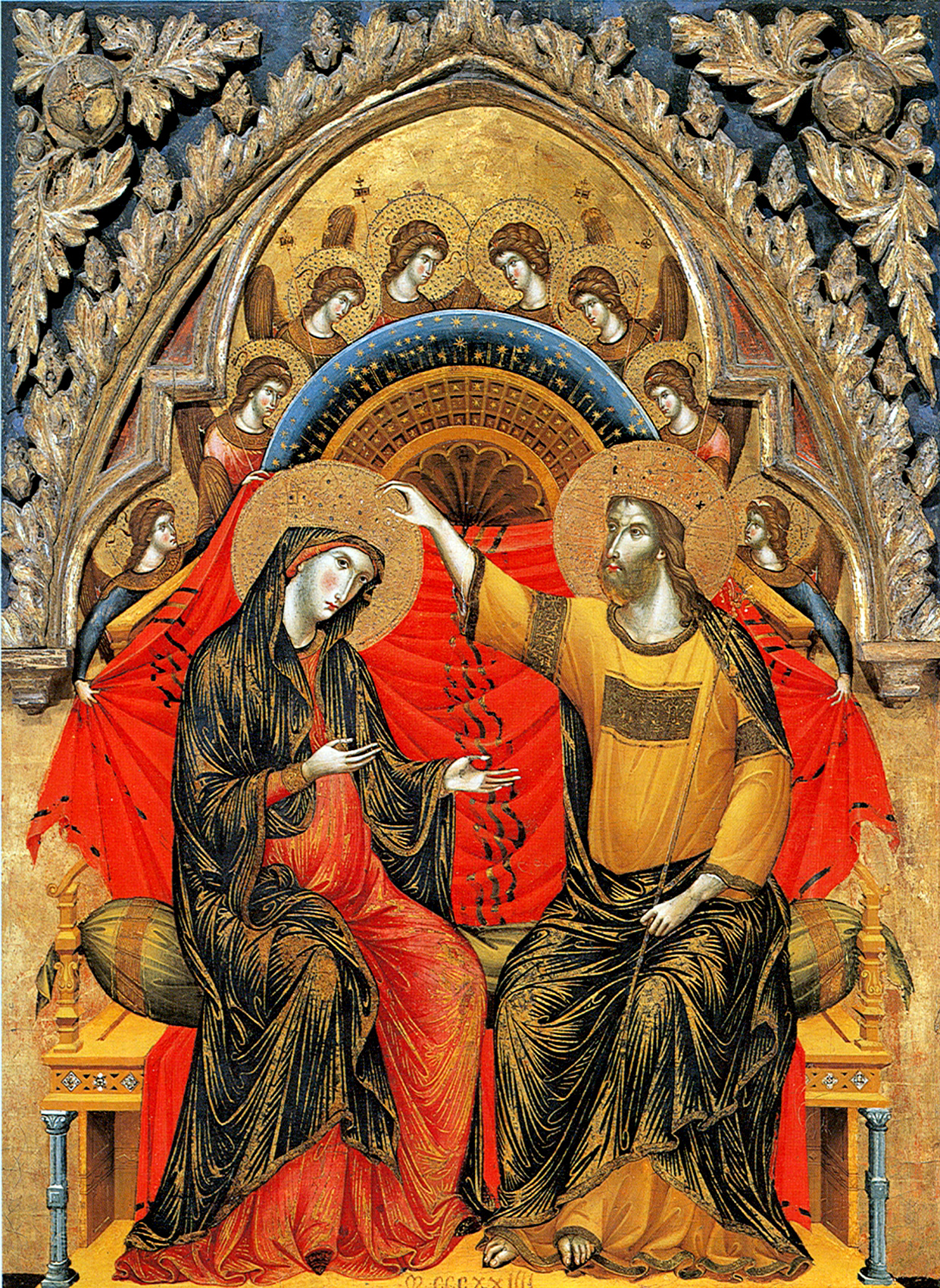
Korunovace Panny Marie, Paolo Veneziano

Síň číslo 1 dokládá vliv byzantského umění na první benátské malíře. Nachází se zde například Korunovace Panny Marie od Paola Veneziana, skutečného zakladatele benátské školy. Projevují se zde západní i východní vlivy. Lineární rytmus je nepopiratelně gotický, avšak celkový dojem a zářivě zlaté pozadí ukazují na byzantské malířství. Korunovace Panny Marie od Michele Giambona ve stejné síni prozrazuje vliv mezinárodního gotického slohu, s kterým Benátky seznámili Gentile da Fabriano a Pisanello. Tento styl se vyznačoval jemnými naturalistickými detaily, například ptáky a zvířaty, které lze spatřit v popředí Giambonova obrazu.

### Raná renesance

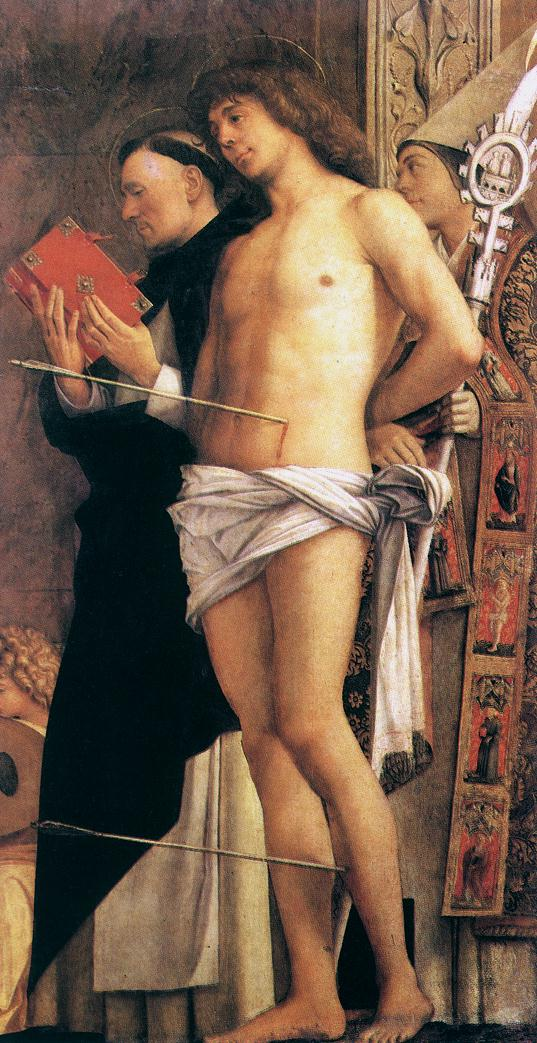
malba pro San Giobbe od Giovanni Bellini

Renesance se v Benátkách objevila pozdě, ale ve druhé čtvrtině 15. století již město proměnila v centrum umění soupeřící s Florencií a Římem. Dominantní úlohu v rané benátské renesanci hrála rodina Belliniů – otec Jacopo a jeho dva synové Gentile a Giovanni. Oltářní malba Giovanni Belliniho pro San Giobbe (1487) v síni č. 2 patří k nejkrásnějším ukázkám. Giovanni, mladší z bratrů, byl silně ovlivněn racionálním stylem a dokonalým ovládáním perspektivy v dílech svého švagra Andrey Mantegni, jehož Svatý Jiří (kolem 1460) visí v síni číslo 4. Dále se zde nachází Mantegnovy Madony (síň č. 4 a 5).
Dále se zde nachází Giorgionova slavné Bouře

### Vrcholná renesance

Hostina v domě Leviho, Paolo Veronese

Monumentální Hostina v domě Leviho od Paola Veronese (1573) zaujímá stěnu v síni číslo 10. Původně umělec namaloval Poslední večeři, ale kvůli požitkářským prvkům – opilci a trpaslíkům – nebyla přijata a Veronese se ocitl před inkvizicí. Nařízení, aby zmírnil rouhavý obsah obrazu, se vyhnul tak, že jednoduše změnil obsah. Jacopo Tintoretto si získal renomé cyklem obrazů Zázraky a smrt svatého Marka (1548) pro Scuolu Grande di San Marco. Prvním z nich je Zázrak osvobození otroka,  dokládá jeho mistrovské umění dramatických efektů světla a pohybu. V další síni je Veroneseho Mystické zasnoubení sv. Kateřiny (kolem 1575).

### Baroko, žánrová malba a krajinářství

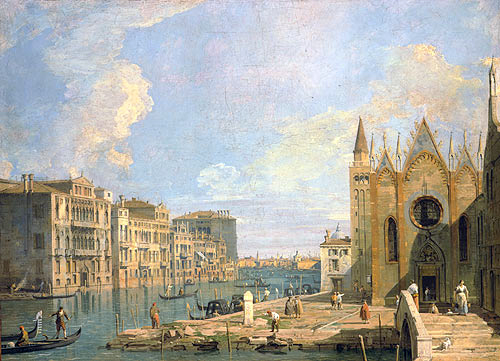
Pohled na Benátky od Canaletta

Ve městě na laguně se nenarodilo mnoho barokních malířů, a tak tamější školu udržovalo při životě v 17. století několik umělců, kteří nepocházeli z Benátek. Nejpozoruhodnějším z nich byl Bernardo Strozzi, velký obdivovatel Veronesa, jak lze spatřit v jeho Hostině v domě Šimona (1629), síň číslo 11. V této místnosti je zastoupen také Giambattista Tiepolo, nejvýznamnější benátský malíř 18. století.
Jsou zde také pastorální výjevy Francesca Zuccharelli, díla Marca Ricciho, scény ze života benátské společnosti Pietra Longhiho a pohled na Benátky od Canaletta.

### Obřadní malby

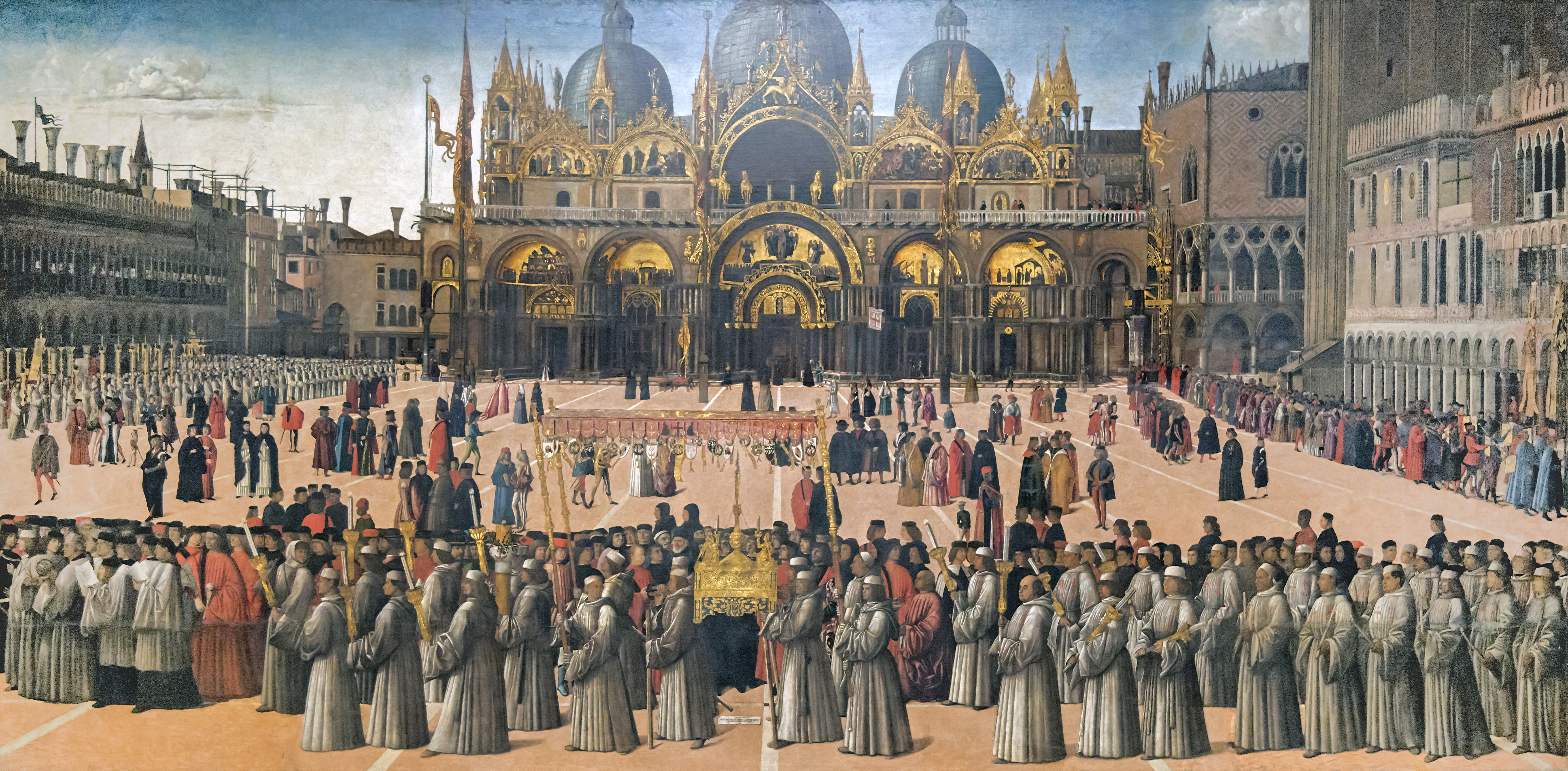
Procesí na náměstí S. Marco, Gentile Bellini

V síních 20 a 21, jež se vracejí do renesance, stojí za povšimnutí dva význačné cykly maleb z pozdního 16. století. Drobné detaily na těchto ohromných plátnech plných anekdot nám umožňují nahlédnout do života, zvyků a vzhledu města v této době. V síni č. 20 se nachází Zázraky sv. Kříže od předních benátských umělců, které si objednala Scuola San Giovanni Evangelista. Každý znázorňuje epizodu relikvie svatého Kříže, kterou Scuole darovalo Kyperské království. V Procesí na náměstí S. Marco (1496) od Gentila Belliniho můžeme porovnat tehdejší náměstí s jeho současnou podobou. Další obraz Uzdravení posedlého od Vittora Carpaccia zachycuje most Ponte di Rialto. Od stejného umělce se zde nachází také Legenda sv. Voršily.

### Sala dell'Albergo

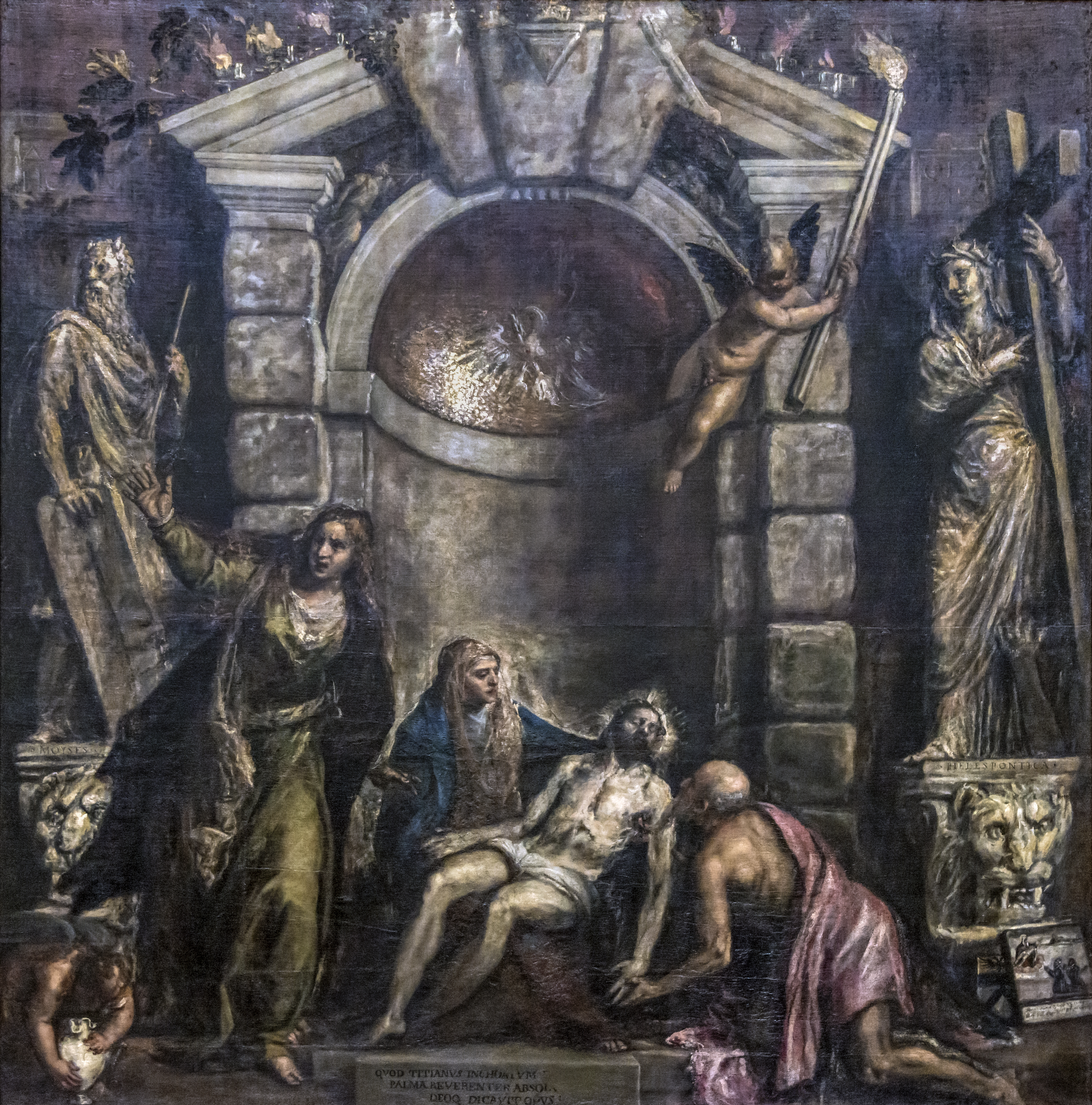
La Pietà, Tiziano

Když se na počátku 19. století Scuola della carità stala sídlem akademie umění, v albergu (kde bydleli studenti) se dochovalo původní obložení a strop z 15. století. Působivé Uvedení Panny Marie do chrámu (1538) bylo namalováno právě pro tuto místnost a kupodivu patří k jednomu z mála Tizianových děl v galerii. Stěny také zdobí velkolepý triptych (1446) Antonia Vivariho a Giovanniho d'Alemagny.